# روديس
روديس (بالإنجليزية: Rhodus) في الأساطير اليونانية (بالإغريقية: Ῥόδος)‏) أو رود ((بالإغريقية: Ῥόδη)‏ إلهة جزيرة رودس وتجسيدًا لها وزوجة إله الشمس هيليوس.

## في الأسطورة
يروي الشاعر بيندار القصة، أنه عندما كانت الآلهة تجذب الكثير من الأماكن على الأرض، فإن غياب هيليوس لم يتلق شيئًا. اشتكى إلى زيوس من ذلك، الذي عرض إعادة التقسيم. رفض هيليوس ذلك لأنه رأى جزيرة جديدة على وشك أن ترتفع عن سطح البحر. لذلك، طالبت هيليوس، بموافقة زيوس، بجزيرة جديدة (رودس) لم تكن قد ارتفعت من سطح البحر بعد. وبعد أن أطل من البحر اضطجع معها وولد سبعة أبناء.